# Patrick Joseph Cahill
Patrick Joseph Cahill war ein irischer Politiker und gehörte dem Stadtrat von Dublin an. Als Mitglied des Stadtrats bekleidete er vom 30. Juni 1947 bis zum Juni 1948 das Amt des Oberbürgermeisters der Stadt (Lord Mayor of Dublin).